# 캐머런 머피
캐머런 머피(영어: Cameron Lionel Murphy, 1973년 3월 30일~)는 오스트레일리아의 변호사이자, 정치인이다. 노동당 의원으로 활동하고 있다.